# Containertuintje

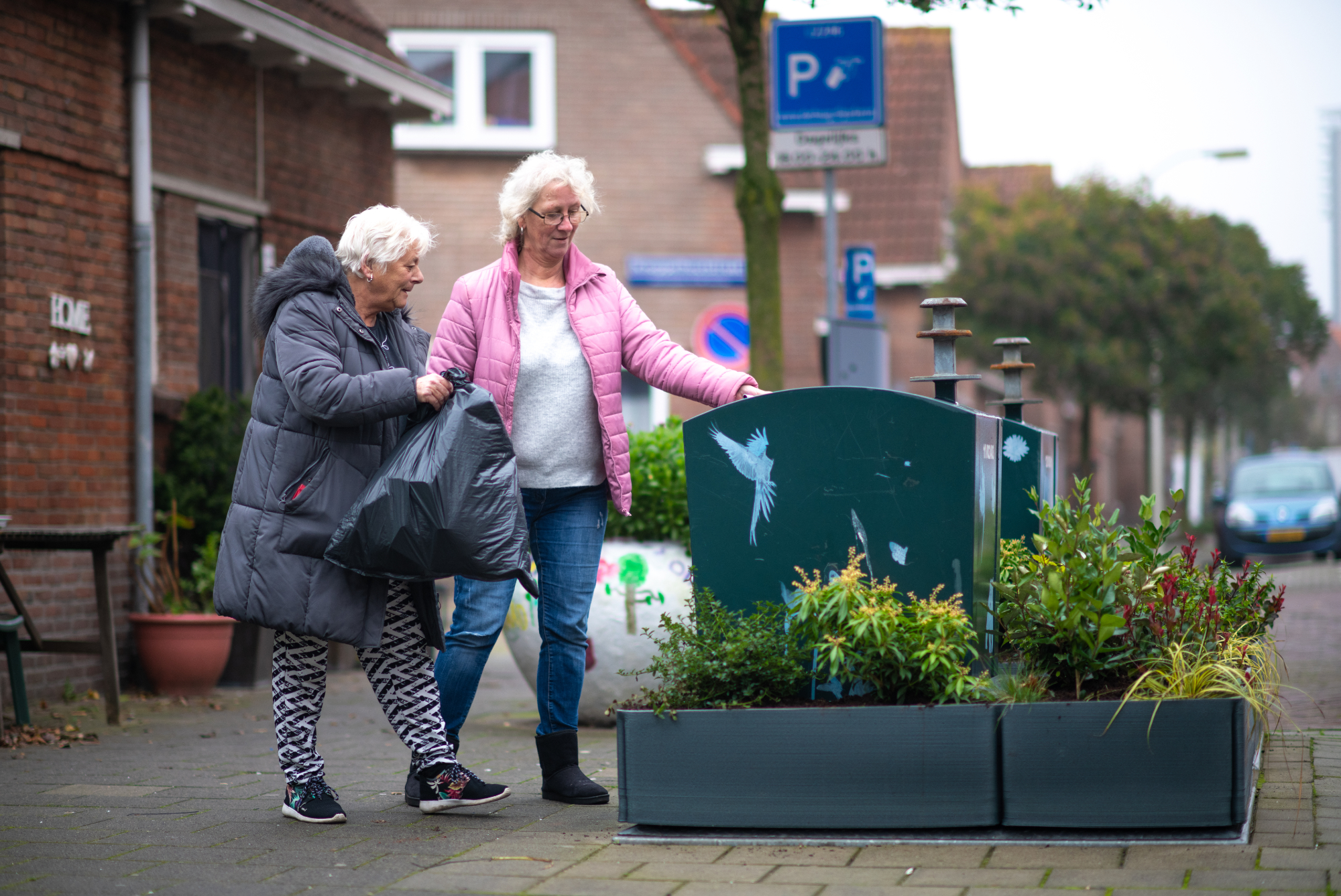
Containertuintjes met de adoptanten die de tuintjes onderhouden

Containertuintjes zijn plantenbakken gevuld met planten die op ondergrondse afvalcontainers geplaatst kunnen worden. De containertuintjes staan op de traanplaat van de container, en omsluiten de stortkoker van de container. Wanneer de containers bij het legen opgehesen worden, gaan de tuintjes mee de lucht in. De tuintjes worden vaak door bewoners zelf onderhouden.

## Redenen om een containertuintje te plaatsen
Gemeenten, afvalinzamelaars en inwoners plaatsen de tuintjes om uiteenlopende redenen:
- Om de openbare ruimte te vergroenen[1][2]
- Om de betrokkenheid van bewoners bij de openbare ruimte te verhogen[3][4]
- Om het uitstraling van plekken met ondergrondse afvalcontainers te verbeteren[5]
- Om de biodiversiteit te verhogen[6]
- Om het plaatsen van afval naast containers terug te dringen[7]

## Oorsprong
Het containertuintje werd in 2017 bedacht door Henk-Jan Room en Martin van Diggele uit Den Haag, en in 2018 voor het eerst in de openbare ruimte geplaatst. CityGard, een bedrijf dat containertuintjes verkoopt, is in 2019 door hen opgericht. Containertuintje werd in 2021 opgenomen in het woordenboek voor nieuwe woorden.

## Onderzoek
De gemeente Amsterdam publiceerde in juli 2023 een onderzoek naar het effect van de containertuintjes in de stad. In het najaar van 2022 installeerde de afdeling Afval & Grondstoffen van de gemeente Amsterdam op 25 containerlocaties in stadsdelen Centrum, Zuid en Oost containertuintjes als proefinterventie tegen verkeerd geplaatst afval. De afdeling Onderzoek & Statistiek (O&S) heeft deze proef geëvalueerd aan de hand van metingen van de hoeveelheid bijgeplaatst afval rond de containerlocaties voor en na de plaatsing van de tuintjes. Aanvullend is een enquête afgenomen onder omwonenden en zijn diepte-interviews afgenomen. 
O&S stelt in het rapport dat containertuintjes het aantal bijplaatsingen met 40 tot 80 procent verminderen. Na een periode van twaalf weken werd er 40 procent minder grof, circa 70 procent minder karton, naar schatting 80 procent minder huisvuil en ruim 70 procent minder overig afval naast de containers gevonden. Van verplaatsing van het probleem naar omliggende containers zonder tuintje lijkt volgens het rapport geen sprake.
Een deel van de containertuintjes in de proef wordt verzorgd door containeradoptanten: bewoners die zich vrijwillig inzetten om de tuintjes te onderhouden en de container schoon en opgeruimd te houden. O&S geeft aan in de metingen inderdaad terug te zien dat de werking van containertuintjes in veel gevallen zekerder is wanneer deze in beheer zijn van een containeradoptant. Ook het type beplanting maakt uit: de werking van lagere sedumtuintjes is minder sterk dan de werking van tuintjes met hogere bloemen en planten.

Niet alleen de metingen laten volgens O&S een positief resultaat zien. Ook bewoners zijn volgens het rapport erg te spreken over de containertuintjes. Ze merken een vermindering in bijgeplaatst afval en vinden dat de straat er schoner op is geworden. Ook lijkt de betrokkenheid van bewoners hoog: een meerderheid geeft aan dat de tuintjes ervoor zorgen dat zij ook de rest van de straat schoon willen houden. Dit duidt aan dat de invloed van de containertuintjes breder reikt dan slechts de containerlocatie.